# Pardosa flavipes
Pardosa flavipes là một loài nhện trong họ Lycosidae.
Loài này thuộc chi Pardosa. Pardosa flavipes được Hsen Hsu Hu miêu tả năm 2001.